# Бахр-Ессалам
Бахр-Ессалам (також С-NC41, «структура С») — офшорне газонафтове родовище у лівійському секторі Середземного моря (блок NC41, який потім включили до ліцензійної «зони D»). Станом на середину 2010-х років найбільше за запасами газу в країні.

## Розвідка та геологія
Бахр-Ессалам, яке відноситься до басейну Сабрата, розташоване за 100 км від узбережжя західної Лівії та за 18 км на південь від гігантського нафтового родовища Бурі (B-NC41, «структура B»). Його виявила у 1978 році італійська компанія AGIP (на початку 21-го століття придбана нафтогазовим гігантом Eni), котра спорудила свердловину C1-NC41. Наступного року наявність вуглеводнів на структурі підтвердила закладена за 24 км на схід свердловина C2-NC41. Вони відкрили відповідно два основні резервуари Бахр-Ессалам — західний газовий у вапняках середнього еоцену та східний газовий із нафтовою оторочкою у карбонатах нижнього еоцену. Нафтоматеринськими при цьому вважаються породи верхньої крейди. Внаслідок проведеної на початку 1990-х років дорозвідки (шість свердловин) вирішили об'єднати обидва резервуари в одне родовище, що простягається по структурі на 45 км з заходу на схід.
У 2017 році спорудили розвідувальну свердловину B1-16/3, закладену за 5 км на північ від родовища. Пробурена самопідіймальним судном ENSCO 5004 до глибини 2981 метр нижче морського дна, свердловина виявила газоконденсатний поклад у карбонатах еоценової формації Metlaoui.

## Перший етап розробки
До розробки Бахр-Ессалам приступили лише на початку 2000-х років, коли Лівія почала виходити з-під накладених раніше економічних санкцій. Проект облаштування підготували з урахуванням глибини моря в районі родовища, яка становить від 143 до 186 метрів, та того, що газ Бахр-Ессалам потребує істотної підготовки, оскільки містить 15 % діоксиду вуглецю та 2 % сірководню.
За 110 км від узбережжя в районі з глибиною 188 метрів встановили потужну процесингову платформу Sabratha, яка є центром всього проекту. Її опорна основа (джекет) важила 24 тисячі тонн, була виготовлена на Сардинії та доправлена на родовище на баржі. Надбудову з обладнанням (топсайд) вагою 12 тисяч тонн виготовили в південнокорейському Ульсані, протранспортована на судні для великовагових вантажів "Transshelf", а її монтаж на джекет провів плавучий кран "Saipem 7000". Топсайд насичений потрібним для сепарації та підготовки продукції обладнанням, а також має призначений для швидкого пересування станок капітального ремонту вантажопідйомністю 800 тонн і гелікоптерний майданчик. Той же кран встановив житловий модуль для 117 осіб вагою 1700 тонн та факкельну вежу вагою 700 тонн, яка доставили з Равенни та Ла-Спеції на баржах "Castoro 9" та "Viking 2". 
Видобуток здійснюється через 26 свердловин, розділених на два кластери, розташовані на відстані 5 км один від одного: перший включає 11 свердловин, облаштованих у підводному варіанті, з наступним підключенням до другого, представленого платформою. З останньої продукція через два трубопроводи надходить на розташовану за 20 км процесингову платформу Сабрата.
Після первинної підготовки газ та конденсат видаються по трубопровідній системі Бахр-Ессалам – Мелліта.
Першу продукцію з Бахр-Ессалам отримали у серпні 2005-го, а за п'ять років родовище вийшло на проектну потужність у 27 млн м3 газу на добу. Станом на 2013 рік накопичений видобуток склав 32 млрд м3. Крім того, вилучаються значні обсяги рідких вуглеводнів — 20 тисяч барелів на добу.
Під час конфлікту, що завершився поваленням режиму Муаммара Каддафі, видобуток на родовищі зупинявся на період з березня по червень 2011 року.

## Другий етап розробки
У 2016 році розпочалась практична реалізація другої фази розробки Бахр-Еассалам, якою передбачена розконсервація однієї наявної та спорудження 12 додаткових свердловин.
Заплановано прокласти 34 км трубопроводів діаметром від 200 до 500 мм, для чого залучили трубоукладальні судна Deep Energy та G1200.
Із розрахованим на 2018 рік запуском другого етапу додаткове виробництво становитиме 17 млн м3 на добу.

## Запаси
Запаси газу родовища оцінюються у 150 млрд м3.
Крім того, наявні геологічні запаси нафти в обсязі 590 млн барелів, з яких традиційними методами очікують вилучити до 30 %.